# Neleucania patricia
Neleucania patricia là một loài bướm đêm trong họ Noctuidae.